# Butner
Butner – miasto w Stanach Zjednoczonych, w stanie Karolina Północna, w hrabstwie Granville.